# Hemitriccus spodiops
Hemitriccus spodiops е вид птица от семейство Tyrannidae.

## Разпространение
Видът е разпространен в Боливия.